# PPDPFL
PPDPFL (англ. Pancreatic progenitor cell differentiation and proliferation factor like) – білок, який кодується однойменним геном, розташованим у людей на 8-й хромосомі. Довжина поліпептидного ланцюга білка становить 84 амінокислот, а молекулярна маса — 9 188.
| 10         |  | 20         |  | 30         |  | 40         |  | 50         |
| ---------- |  | ---------- |  | ---------- |  | ---------- |  | ---------- |
| MASVPSIGCL |  | LARNQYYRKS |  | SVSSVSSLTS |  | SDSVNFIDDD |  | KPQQGLPEVA |
| ESTWWFKSFF |  | HSEPVLSNVR |  | IKDLSATGSL |  | SGRS       |  |            |

A: Аланін

C: Цистеїн

D: Аспарагінова кислота

E: Глутамінова кислота

F: Фенілаланін

G: Гліцин

H: Гістидин

I: Ізолейцин

K: Лізин

L: Лейцин

M: Метіонін

N: Аспарагін

P: Пролін

Q: Глутамін

R: Аргінін

S: Серин

T: Треонін

V: Валін

W: Триптофан

Задіяний у такому біологічному процесі, як альтернативний сплайсинг. 